# Salix rectijulis
Salix rectijulis — вид квіткових рослин із родини вербових (Salicaceae).

## Морфологічна характеристика
Це кущ. Гілочки розлогі чи майже прямовисні, жовтуваті чи каштаново-коричневі. Листкова пластинка еліптична чи яйцеподібна, 1–3 × 0.5–2 см, у молодості сіро запушена, гола, край залозисто-зубчастий, верхівка тупа чи загострена. Сережки бічні на дистальній частині гілочок. Чоловіча квітка: тичинок 2; пиляки тьмяно-пурпурно-червоні. Плодова сережка 3–5 см. Жіноча квітка: зав'язь запушена. Коробочка конічна, запушена.

## Середовище проживання
Сибір, Монголія, Сіньцзян. Населяє альпійську тундру; на висотах 2700–2800 метрів.